# Het concert (Vermeer)

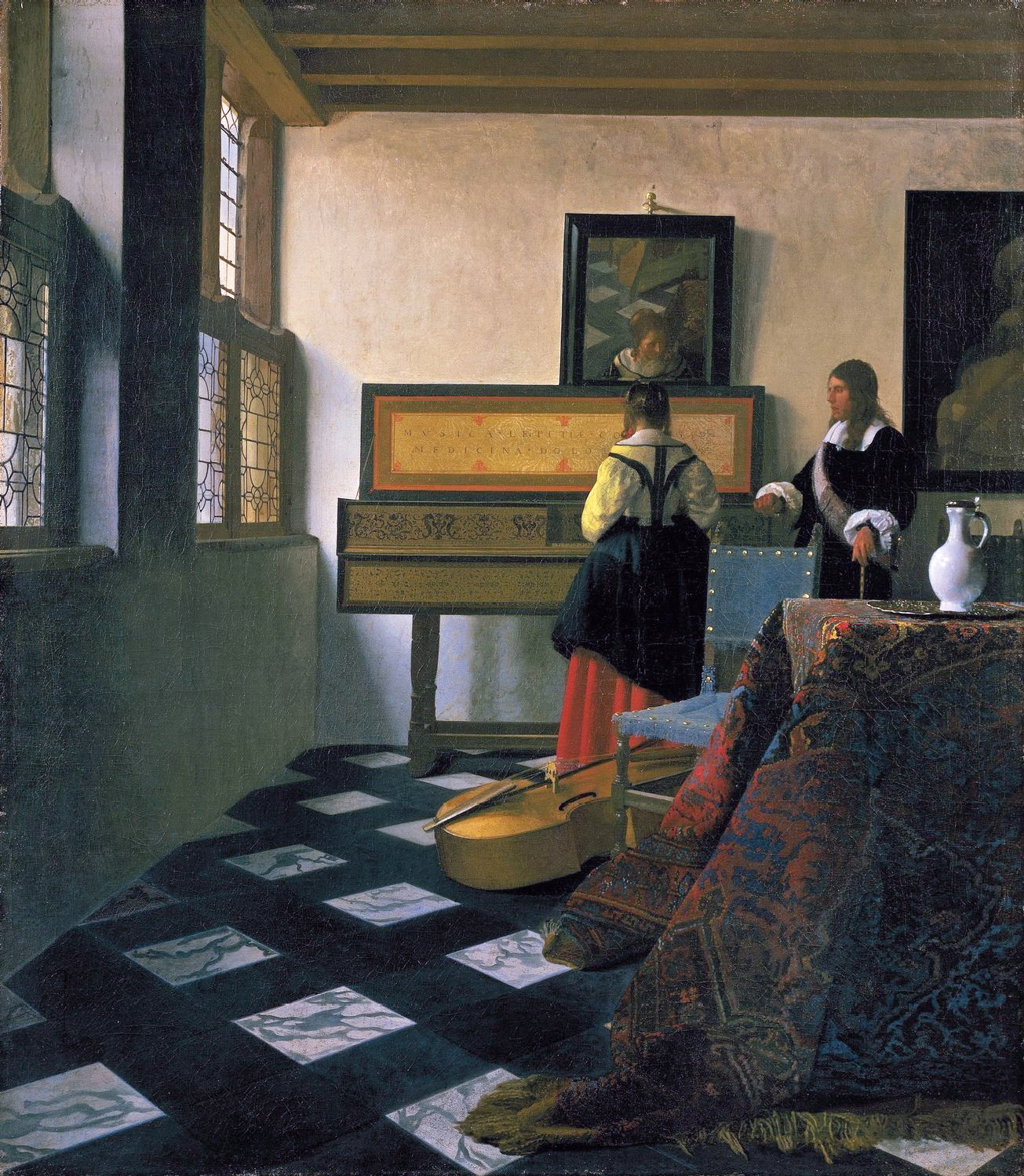
De muziekles, ca. 1662-1665.

Het concert uit circa 1666 is een van de 34-37 bekende werken van de Delftse kunstschilder Johannes Vermeer. Het is een van de weinige Vermeers met een ensemble van meer dan twee figuren als onderwerp. In 1990 werd het gestolen uit het Isabella Stewart Gardner Museum in het Amerikaanse Boston, sindsdien is het spoorloos. Met een getaxeerde waarde van 200 miljoen dollar wordt het gezien als 's werelds meest kostbare schilderij op de lijst van vermiste kunst.

## Beschrijving
Evenals De muziekles, die Vermeer een jaar eerder schilderde, geeft Het concert een voorstelling van een muziekuitvoering in huiselijke kring. Daar houdt de vergelijking op. De muziekles heeft een hoekige, abstracte compositie en houdt de kijker met schaduw en repoussoirs op afstand. Het concert komt dichterbij en baadt in het licht. Zo wordt de toeschouwer verleid om langs het Perzisch tapijt op de tafel en de basviool op de grond heen te kijken en de intimiteit van het trio musici te benaderen. Hij is echter geen deel van het gezelschap.
De luitspeler is slechts op de rug te zien en laat zich niet kennen. Ook de zangeres en de dame aan het klavecimbel concentreren zich op hun spel. De blauwe jurk is na jaren in direct zonlicht ernstig verkleurd maar was oorspronkelijk zo helder als het wit van de kraag en het rood van de stoel ernaast. Vermeer maakte waarschijnlijk gebruik van poppen als model. De kostbare instrumenten werden vermoedelijk voor de gelegenheid geleend van een gefortuneerde kunstminnaar. Aan de muur hangen een ruig pastoraal landschap en De koppelaarster van Dirck van Baburen, die Vermeers familie enige tijd in bezit had en die hij in zijn schilderij Zittende virginaalspeelster omstreeks 1670 nogmaals citeert. De marmeren vloer kan zonder voorbeeld zijn ontsproten aan de verbeelding van de schilder.
In de genrekunst van de Gouden Eeuw werd het thema muziek gewoonlijk geassocieerd met liefde, maar de complexe opstelling suggereert meer. In de Onderbreking van de muziek circa 1658-1661 was er nog oogcontact. Vermeer laat de waarnemer geheel vrij bij de interpretatie van Het concert, net als bij De muziekles.

## Eigendom
De eerste eigenaar was waarschijnlijk Vermeers mecenas Pieter Claesz van Ruijven uit Delft. Na zijn overlijden in 1674 zou zijn weduwe Maria de Knuijt het dan hebben geërfd, en na haar verscheiden in 1681 hun dochter Magdalena, die een jaar later te Delft overleed. Haar weduwnaar Jacob Abrahamsz Dissius overleed in 1695, en op 16 mei 1696 werd het stuk vermeld, vermoedelijk als lot no. 9, in de catalogus voor de verkoop van Dissius' nalatenschap in Amsterdam.
Op 10 mei 1780 werd Het concert bij de veiling van bezittingen van Johannes Lodewijk Strantwijk in Amsterdam als lot no. 150 gekocht door tussenpersoon A. Delfos voor de heer van Vlaardingen, Diederik van Leyden. Bij de verkoop van zijn goederen op 5 november 1804 in Parijs kocht de kunsthandelaar Paillet het schilderij. Op 26 februari 1835 werd het geveild in Londen. Daar was het op 2 april 1860 lot 49 bij Christie's in de veiling van goederen van admiraal Lysaght. Het doek was terug in Parijs bij een veiling op 1 april 1869, waar vermoedelijk Théophile Thoré-Bürger (1807-1869) het kocht van een heer Demidoff. De collectie van Vermeerspecialist Thoré-Bürger werd te Parijs geveild op 5 december 1892, waarna Het concert door handelaar Robert uit Boston in opdracht van verzamelaar Isabella Stewart Gardner (1840-1924) de Atlantische Oceaan werd overgebracht.
Het Isabella Stewart Gardner Museum in Boston werd in de nacht van 18 maart 1990 bezocht door dieven die zich voordeden als politiemannen en door een van de twee aanwezige beveiligers werden binnengelaten, waarbij inventarisnummer P21W27 Het concert en twaalf andere schilderijen uit hun lijsten werden gesneden en ontvreemd. Deze kunstroof is de grootste onopgeloste zaak in zijn soort. 
Diana en haar nimfen · Christus in het huis van Martha en Maria · De koppelaarster · Slapend meisje · Brieflezend meisje bij het venster · Het straatje · De soldaat en het lachende meisje · Het melkmeisje · Het glas wijn · Dame en twee heren · Onderbreking van de muziek · Gezicht op Delft · De muziekles · Brieflezende vrouw in het blauw · Vrouw met weegschaal · Vrouw met waterkan · De luitspeelster · Vrouw met parelsnoer · Schrijvende vrouw in het geel · Meisje met de rode hoed · Meisje met de parel · Het concert · Allegorie op de schilderkunst · Meisjeskopje · Dame en dienstbode · De astronoom · De geograaf · De kantwerkster · De liefdesbrief · De gitaarspeelster · Schrijvende vrouw met dienstbode · Allegorie op het geloof · Staande virginaalspeelster · Zittende virginaalspeelster
Omstreden toeschrijvingen: Sint Praxedis · Zittende vrouw aan het virginaal · Meisje met de fluit